# Cătălin Cîmpeanu
Cătălin Cîmpeanu (10 marzo 1985) è un velocista rumeno.
È arrivato settimo nella finale dei 100 metri piani agli Europei di Zurigo 2014, con il tempo di 10"44.

## Record nazionali

### Seniores
- 60 metri piani indoor: 6"60 ( Bucarest, 9 febbraio 2013)
- Staffetta 4×400 metri: 3'04"23 ( Göteborg, 12 agosto 2006)
- Staffetta 4×400 metri indoor: 3'10"75 ( Birmingham, 4 marzo 2007)

## Palmarès
| Anno | Manifestazione   | Sede       | Evento      | Risultato  | Prestazione | Note                                     |
| ---- | ---------------- | ---------- | ----------- | ---------- | ----------- | ---------------------------------------- |
| 2005 | Europei under 23 | Erfurt     | 400 m piani | Batteria   | 47"90       |                                          |
| 2006 | Europei          | Göteborg   | 400 m piani | Batteria   | 47"16       |                                          |
| 2007 | Europei under 23 | Debrecen   | 400 m piani | Semifinale | 47"75       |                                          |
| 2009 | Europei indoor   | Torino     | 60 m piani  | Batteria   | 6"88        |                                          |
| 2009 | Europei indoor   | Torino     | 400 m piani | Batteria   | 48"66       |                                          |
| 2009 | Universiadi      | Belgrado   | 100 m piani | Semifinale | 10"44       |                                          |
| 2009 | Universiadi      | Belgrado   | 200 m piani | Batteria   | 21"66       |                                          |
| 2010 | Europei          | Barcellona | 400 m piani | Semifinale | 46"43       |                                          |
| 2010 | Europei          | Barcellona | 4x400 m     | Batteria   | 3'09"48     |                                          |
| 2012 | Europei          | Helsinki   | 100 m piani | Batteria   | 10"65       |                                          |
| 2012 | Europei          | Helsinki   | 200 m piani | Batteria   | 21"37       |                                          |
| 2013 | Europei indoor   | Göteborg   | 60 m piani  | Semifinale | 6"66        |                                          |
| 2014 | Europei          | Zurigo     | 100 m piani | 7º         | 10"44       |                                          |
| 2014 | Europei          | Zurigo     | 4×100 m     | Batteria   | 39"67       | Miglior prestazione personale stagionale |
| 2015 | Europei indoor   | Praga      | 60 m piani  | Semifinale | 6"73        |                                          |
| 2016 | Europei          | Amsterdam  | 4×100 m     | Batteria   | 39"98       |                                          |